# Cleome chapalaensis
Cleome chapalaensis är en paradisblomsterväxtart. Cleome chapalaensis ingår i släktet paradisblomstersläktet, och familjen paradisblomsterväxter.

## Underarter
Arten delas in i följande underarter:
- C. c. albipetala
- C. c. chapalaensis